# Koncer Darul Aman
Koncer Darul Aman is een bestuurslaag in het regentschap Bondowoso van de provincie Oost-Java, Indonesië. Koncer Darul Aman telt 1970 inwoners (volkstelling 2010).